# Deer Lodge megye
Deer Lodge megye az Amerikai Egyesült Államokban, azon belül Montana államban található. Megyeszékhelye és legnagyobb városa Anaconda. Lakosainak száma 9421 fő (2020. április 1.). Deer Lodge megye Powell, Beaverhead, Granite, Silver Bow, Ravalli és Jefferson megyékkel határos.

## Népesség
A megye népességének változása:
| Lakosok száma | 9300 | 9279 | 9257 | 9329 | 9139 | 9421 |
|               | 2010 | 2011 | 2012 | 2013 | 2015 | 2020 |